# Apodemus mystacinus
Apodemus mystacinus é uma espécie de roedor da família Muridae.
Pode ser encontrada nos seguintes países: Albânia, Bósnia e Herzegovina, Croácia, Geórgia, Grécia, Irão, Iraque, Israel, Jordânia, Líbano, Arábia Saudita e Sérvia e Montenegro.